# Кристо
Кристо́ (фр. Cristot) — коммуна во Франции, находится в регионе Нижняя Нормандия. Департамент коммуны — Кальвадос. Входит в состав кантона Тийи-сюр-Сёль. Округ коммуны — Кан.
Код INSEE коммуны — 14205.

## Население
Население коммуны на 2010 год составляло 227 человек.
| 1962 | 1968 | 1975 | 1982 | 1990 | 1999 | 2010 |
| ---- | ---- | ---- | ---- | ---- | ---- | ---- |
| 162  | 146  | 142  | 133  | 152  | 160  | 227  |

## Экономика
В 2010 году среди 139 человек трудоспособного возраста (15—64 лет) 113 были экономически активными, 26 — неактивными (показатель активности — 81,3 %, в 1999 году было 75,2 %). Из 113 активных жителей работали 105 человек (55 мужчин и 50 женщин), безработных было 8 (1 мужчина и 7 женщин). Среди 26 неактивных 6 человек были учениками или студентами, 15 — пенсионерами, 5 были неактивными по другим причинам.